# Катерино-Платонівка
Катери́но-Плато́нівка — село Коноплянської сільської громади в Березівському районі Одеської області в Україні. Населення становить 195 осіб.

## Населення
Згідно з переписом УРСР 1989 року чисельність наявного населення села становила 214 осіб, з яких 107 чоловіків та 107 жінок.
За переписом населення України 2001 року в селі мешкало 195 осіб.

### Мова
Розподіл населення за рідною мовою за даними перепису 2001 року:
| Мова       | Відсоток |
| ---------- | -------- |
| українська | 85,13 %  |
| молдовська | 7,69 %   |
| російська  | 6,15 %   |
| болгарська | 0,51 %   |
| інші       | 0,52 %   |